# 陆法和
陸法和（？—558年），中国南北朝末期南梁、北齊居士。自称「貧道」，統率諸蛮族弟子，侯景之乱以後混乱時代，转战各地。
出身不明。最初，隐居梁代江陵百里洲，衣食居处，与苦行沙门相同。当地老人自幼见他，容色不常定，人不能測。有人说他出身嵩山。当時，入居荊州汶陽郡高安县紫石山，之后有蛮賊文道期乱勃兴。時人以为陆法和能预见萌兆。当时八叠山多恶疾人，为采药治疗，不过三服都可病愈。又为人置宅图墓以避祸求福。
侯景初降梁朝，陆法和对南郡朱元英说：「貧道与檀越（朱元英）一起討伐侯景」。朱元英问：「侯景对梁朝有益。仙師为什么要討伐他」。陆法和回答：「正自如此」。侯景渡長江，陆法和当時在青溪山，朱元英前去問他「侯景现在围台城（南京），接下来怎么样」。陆法和回答「凡人取果实，宜待熟時果实自落。檀越但待侯景熟時。何劳再问」。朱元英一定问他，他回答「亦克亦不克」。
侯景派遣任約攻打在江陵的梁朝湘東王萧绎。陆法和到湘東王处請討伐任約。率諸蛮弟子八百人至江津，两天就出发。湘東王派胡僧佑率千余人同行。陆法和登艦，大笑：「無量兵馬」。事迹开战时，任約兵卒崩溃遁走，都投水而死。陆法和既平定任約之軍，在巴陵会面王僧辩，说：「貧道已断侯景一臂。檀越宜即遂取」。之後，陆法和与王琳率军守巫峡，一战殲滅武陵王萧紀。每战，常预言胜败，多应验。
湘東王即位为梁元帝，任命陆法和为都督郢州刺史，封江乘县公。陆法和不称臣，自称司徒。元帝問僕射王褒自己并没有想要以陆法和为三公，王褒说「他既以道術自命，一定是预知」。梁元帝于是加陆法和司徒，都督、刺史如故。他的部曲数千人，陆法和都称呼为弟子。唯以道術統治，不以法獄加人。不置市丞，设空柜令交易者自投钱。
西魏举兵，陆法和从郢州入漢口，想要救援江陵。梁元帝让他坚守郢州。西魏軍攻克荊州，焚烧宮室，杀害梁元帝而归。北齐天保六年（555年）春，清河王高岳進軍長江，陆法和举州归降北齐。齐文宣帝任命陆法和为大都督十州諸軍事、太尉公、西南道大行台、大都督、五州諸軍事、荊州刺史、安湘郡公。入鄴城時，陆法和下馬禹步而行。朝见齐文宣帝，陆法和不称官爵、不称臣，只自称荊山居士。文宣帝听说他有奇术，虚心接见，赐财物奴婢，陆法和把他们都遣去，自居一房。三年間，再任太尉，世間还是称呼他为居士。无病告知弟子死期，到了时候，烧香礼佛，坐绳床而终。
浴棺将要成殓，尸体变小，縮小到三尺。文宣帝開棺再看，成了空棺。这是当时神仙道士尸解的传说。预言：十年天子为尚可，百日天子急如火，周年天子递代坐。一母生三天，两天共五年。
十年天子指的是文宣帝高洋，他自武定八年(550年)九月登基到天保十年(559年)十月逝世总共在位十年，百日天子指的是废帝高殷，他自天保十年(559年)十月即位到乾明元年(560年)八月被废正好百多日，高演即位不到两年便死去临终传位给高湛，从高洋到高殷到高演到高湛都是一年多，所以“周年天子递代坐”，高洋、高演、高湛这三个娄太后所生的儿子相继为天子，而高演在位一年，高湛在位四年加起来正好五年。
陆法和在荆郢，有女子少姬，二十馀岁，自称越姥，身披法服，不嫁，一直跟随陆法和左右。或与其私通十几年。越姥后来改嫁，生子数人。

## 延伸阅读
[在维基数据编辑]
 《北齊書/卷32》，出自李百药《北齊書》
 《北史·卷089》，出自李延壽《北史》